# Manettia schumanniana
Manettia schumanniana là một loài thực vật có hoa trong họ Thiến thảo. Loài này được Sprague mô tả khoa học đầu tiên năm 1905.